# Carmen Dillon
Carmen Dillon (Londres, 25 de outubro de 1908 — 12 de abril de 2000) é um diretor de arte estadunidense. Venceu o Oscar de melhor direção de arte na edição de 1949 por Hamlet, ao lado de Roger K. Furse.